# Lotus 63
El Lotus 63 fue un monoplaza experimental de Fórmula 1 con tracción en las cuatro ruedas, diseñado por Colin Chapman y Maurice Philippe para la temporada 1969. El razonamiento de Chapman detrás del automóvil fue que los motores de 3 litros introducidos en 1966 estarían mejor servidos al construir un automóvil que pudiera aprovechar al máximo su potencia mientras conservaba la simplicidad del Lotus 49.

## Desarrollo
Al igual que el Lotus 56 para la Indy 500 (y más tarde la Fórmula 1), el chasis del 63 se diseñó en torno a un sistema de tracción en las cuatro ruedas. Esto no fue totalmente revolucionario en ese momento, ya que la tracción en las cuatro ruedas se había utilizado en el automóvil Ferguson P99 que ganó en Oulton Park ya en 1961, pero con poco desarrollo a partir de entonces.
Sin embargo, no fue un diseño exitoso. De hecho, el Matra MS84 fue el único monoplaza de Fórmula 1 con tracción en las cuatro ruedas que anotó puntos (conducido por Johnny Servoz-Gavin, en el Gran Premio de Canadá de 1969), algo que ni Lotus ni McLaren lograron, mientras que Cosworth ni siquiera compitió con su diseño de tracción en las cuatro ruedas. El Lotus 63 fue una evolución del Lotus 49, pero presentaba una carrocería trasera en forma de cuña y alas integradas, que se utilizarían con gran efecto en el Lotus 72.

## Historia de las carreras
John Miles, tercer piloto de Lotus, se le confió la tarea de desarrollar el coche, mientras que Graham Hill y Jochen Rindt utilizaron el Lotus 49 en las primeras carreras de 1969. El 63 resultó difícil de conducir y configurar, y el sistema de tracción en las cuatro ruedas fue especialmente problemático. Después de una sola carrera de prueba, Hill se negó rotundamente a conducir el auto nuevamente diciendo que era una "trampa mortal", al igual que Rindt, quien estuvo de acuerdo con Hill después de llevar el auto a su mejor resultado, segundo en la Copa de Oro de Oulton Park fuera del campeonato. Esto enfureció a Chapman cuando vio el Lotus 63 como otro salto cuántico por delante de sus rivales, tal como lo habían sido sus predecesores.
El automóvil se inscribió en el Gran Premio de Gran Bretaña de 1969 como prueba. Mientras que Rindt terminó cuarto en el viejo Lotus 49 detrás de Jackie Stewart después de quedarse sin combustible mientras lideraba, John Miles solo pudo llevar el Lotus 63 a casa en décimo lugar, lo que confirma la falta de competitividad del auto. Después de varias otras salidas infructuosas, el Lotus 63 fue abandonado.

## Secuelas
Partes del diseño del chasis se trabajaron en el Lotus 72, que debutó en 1970, y la tecnología de tracción en las cuatro ruedas volvió a la Fórmula 1 con el Lotus 56B en 1971.
Al igual que el Lotus 88, los autos con tracción en las cuatro ruedas demostraron ser enormes elefantes blancos para Lotus, pero allanaron el camino para que los siguieran mejores modelos.

## Resultados

### Fórmula 1
(Clave) (negrita indica pole position) (cursiva indica vuelta rápida)

| Año     | Equipo               | Motor                    | Neu. | Pilotos        | 1   | 2   | 3   | 4   | 5   | 6   | 7   | 8   | 9   | 10  | 11  | Puntos | Pos. |
| ------- | -------------------- | ------------------------ | ---- | -------------- | --- | --- | --- | --- | --- | --- | --- | --- | --- | --- | --- | ------ | ---- |
| 1969    | Gold Leaf Team Lotus | Ford Cosworth DFV 3.0 V8 | F    |                | RSA | ESP | MON | NED | FRA | GBR | GER | ITA | CAN | USA | MEX | 42     | 3.º† |
| 1969    | Gold Leaf Team Lotus | Ford Cosworth DFV 3.0 V8 | F    | Graham Hill    |     |     |     | DNP |     | DNP |     |     |     |     |     | 42     | 3.º† |
| 1969    | Gold Leaf Team Lotus | Ford Cosworth DFV 3.0 V8 | F    | John Miles     |     |     |     |     | Ret | 10  |     | Ret | Ret |     | Ret | 42     | 3.º† |
| 1969    | Gold Leaf Team Lotus | Ford Cosworth DFV 3.0 V8 | F    | Mario Andretti |     |     |     |     |     |     | Ret |     |     | Ret |     | 42     | 3.º† |
| 1969    | Gold Leaf Team Lotus | Ford Cosworth DFV 3.0 V8 | F    | Jochen Rindt   |     |     |     |     |     |     |     |     | DNP |     |     | 42     | 3.º† |
| 1969    | Ecurie Bonnier       | Ford Cosworth DFV 3.0 V8 | F    | Jo Bonnier     |     |     |     |     |     | Ret |     |     |     |     |     | 42     | 3.º† |
| Fuente: |                      |                          |      |                |     |     |     |     |     |     |     |     |     |     |     |        |      |

- † Todos los puntos obtenidos por el Lotus 49 [1]

### Fuera del campeonato
| Año     | Equipo               | Motor                    | Neu. | Pilotos      | 1   | 2   | 3   | 4   |
| ------- | -------------------- | ------------------------ | ---- | ------------ | --- | --- | --- | --- |
| 1969    | Gold Leaf Team Lotus | Ford Cosworth DFV 3.0 V8 | F    |              | ROC | INT | MAD | OUL |
| 1969    | Gold Leaf Team Lotus | Ford Cosworth DFV 3.0 V8 | F    | Jochen Rindt |     |     |     | 2   |
| Fuente: |                      |                          |      |              |     |     |     |     |